# Nadejdivka, Bolgrad
Nadejdivka (în ucraineană Надеждівка, în germană Hoffnungsfeld) este un sat în comuna Arciz din raionul Bolgrad, regiunea Odesa, Ucraina. Satul a fost locuit de germanii basarabeni.

## Demografie
Componența lingvistică a comunei Nadejdivka
     Rusă (72,51%)
     Ucraineană (16,69%)
     Bulgară (6,73%)
     Română (2,52%)
     Alte limbi (0,14%)
Conform recensământului din 2001, majoritatea populației comunei Nadejdivka era vorbitoare de rusă (72,51%), existând în minoritate și vorbitori de ucraineană (16,69%), bulgară (6,73%), română (2,52%) și găgăuză (1,4%).